# Idrottsföreningen Kamraterna Sundsvall
L'Idrottsföreningen Kamraterna Sundsvall, meglio noto come IFK Sundsvall, è una società calcistica svedese con sede nella città di Sundsvall.

## Storia
Fondato il 22 febbraio del 1895 ha vissuto importanti stagioni verso la fine degli anni settanta quando ha militato per cinque stagioni consecutive nell'Allsvenskan, raggiungendo un settimo posto, miglior risultato di sempre, nella stagione 1980.

## Stadio
Il Baldershovs IP, che ospita oggi le partite interne, ha una capacità di 1.500 spettatori.

## Palmarès

### Competizioni nazionali
- Division 2: 1

1990

### Altri piazzamenti
- Division 1:

Finalista play-off: 1992